# Klaus Daweke
Klaus Daweke (* 14. Mai 1943 in Lemgo; † 28. März 2020 in Detmold) war ein deutscher Politiker (CDU).

## Leben und Beruf
Daweke arbeitete als Diplomhandelslehrer und Kaufmann. Von 1970 bis 1990 war er Dozent für Wirtschaftswissenschaft an der Fachhochschule Lippe – neben seinen Abgeordnetenmandaten. Von 1990 bis 1997 war er Generalsekretär des Instituts für Auslandsbeziehungen (IfA). Nach massiven Vorwürfen der Begünstigung sowie sexuellen Nötigung von Mitarbeitern wurde Daweke zum 31. August 1996 durch den Vorstand von diesem Amt entbunden. Er selbst wies die Vorwürfe zurück und sah sich als Opfer einer Intrige des damaligen IfA-Vorstandsvorsitzenden Paul Harro Piazolo, der als Dawekes schärfster Kritiker bezeichnet wurde. Die Staatsanwaltschaft stellte die Ermittlungen 1997 ein, woraufhin Daweke (erfolglos) auf Wiedereinstellung klagte.
Von 1997 bis 2004 arbeitete er in der Entwicklungspolitik; zunächst in Südafrika  als Projektleiter der Berufsschule der AHK des südlichen Afrikas (Commercial Advancement Training Scheme) und dann in Mosambik. Seit 2004 arbeitete er in Teilzeit als Dozent an Zivildienstschulen in Sachsen und dann in Nordrhein-Westfalen. Außerdem lehrte er als Gastdozent an der Internationalen Fakultät der Staatlichen Universität des Südurals in Tscheljabinsk (Russland). Er lebte lange Zeit in Südafrika und arbeitete freiberuflich als Berater. Er war Landesbeauftragter des Senior Expert Service (SES) für Südafrika.

## Partei
Daweke war seit 1964 Mitglied der CDU. Er war von 1977 bis 1991 Vorsitzender des CDU-Kreisverbandes Lippe und von 1981 bis 1987 Vorsitzender des CDU-Bezirksverbandes Ostwestfalen-Lippe.

## Abgeordneter
Daweke war von 1969 bis 1979 Kreistagsmitglied des Kreises Lippe und von 1971 bis 1976 Ratsmitglied der Stadt Lemgo. Dem Deutschen Bundestag gehörte er von 1976 bis 1990 an. Von 1983 bis 1987 vertrat er den Wahlkreis Lippe I im Parlament, 1976 und 1987 zog er über die Landesliste der CDU Nordrhein-Westfalen in den Bundestag ein. In allen Wahlperioden war Daweke Mitglied des Ausschusses für Bildung und Wissenschaft.

## Öffentliche Ämter
Daweke amtierte 1989/90 als stellvertretender Bürgermeister der Stadt Lemgo.